# Enar Jääger
Enar Jääger (ur. 18 listopada 1984 w Kohila) – estoński piłkarz grający na pozycji obrońcy. 

## Życiorys

### Kariera klubowa
Grał w takich klubach jak: Tervis Pärnu, Valga Warrior, Torpedo Moskwa, Aalesunds FK, Ascoli Calcio, Lierse SK i Vålerenga Fotball.
14 czerwca 2019 podpisał kontrakt z estońskim klubem Tallinna FC Flora, umowa do 31 grudnia 2019.

### Kariera reprezentacyjna
Wystąpił w 127 meczach pierwszej reprezentacji swojego kraju.

## Sukcesy

### Klubowe
Valga Warrior
- Zwycięzca Esiliigi: 2002

Flora Tallinn
- Mistrz Estonii: 2001, 2003, 2015
- Zdobywca Pucharu Estonii: 2016

Aalesunds FK
- Zdobywca Pucharu Norwegii: 2011